# Forteresse du Mont Thabor
Le forteresse de Mont Thabor est un fort utilisé par les Hospitaliers de 1255 à 1263.

## Géographie
Du haut de ses 588 mètres, le mont Tabor domine les vallées alentour. De forme semi-circulaire, le sommet du mont Tabor est coiffé d'une esplanade légèrement en pente. Du fait de son isolement des autres montagnes, le mont Tabor semble beaucoup plus élevé qu'il ne l'est en réalité.

## Histoire
La basilique actuelle de la Transfiguration est construite par les Franciscains entre les années 1919 et 1924, d'après les plans de l'architecte italien Antonio Barluzzi. À l'entrée, recouvertes aujourd'hui d'une grille, on remarque des marches creusées dans la roche, qui, à l'époque des Croisés, menaient à la crypte, sur les murs de laquelle on a retrouvé des inscriptions en grec et le dessin de croix. La basilique est composée d'une nef centrale et de deux allées latérales, et est construite sur le tracé des vestiges de l'église abbatiale de l'époque croisée, bâtie par le prince d'Antioche Tancrède de Hauteville.
Les ruines situées de chaque côté du chemin menant à l'entrée de la basilique de la Transfiguration sont les vestiges du monastère Saint-Salvador, construit à l'époque des Croisés par les moines bénédictins, en 1101. Il est difficile aujourd'hui de dater l'ensemble des vestiges.
Le monastère des moines franciscains est lui construit en 1873. Outre la basilique catholique romaine, le mont Tabor comporte également une église orthodoxe, construite elle aussi sur des vestiges de l'époque croisée.
Autour de cette surface plane s'élève un mur de presque 3 kilomètres comportant une porte Bab el-Hawa. Ce sont les restes d'une forteresse ayyoubide qui donna du fil à retordre aux croisés. Au cours de la cinquième croisade, l'armée franque emmenée par le roi de Hongrie mena le siège de cette forteresse du 29 novembre au 7 décembre 1217 sans réussir à la prendre.
Enfin, Les Chrétiens récupèrent les terres et par la même occasion la forteresse ayyoubide par un traité avec le sultan de Damas. Le pape Alexandre IV le donne alors aux Hospitaliers le 1er avril 1255 charge à aux de le reconstruire, le défendre avec quarante chevaliers et d'assurer l’existence matérielle des moines de l’abbaye.
En 1363, Baybars s'attaque à la Palestine, parti du Caire, il vient mettre le siège au mont Thabor. Mais toute résistance était vaine et la forteresse tomba entre leurs mains ainsi que la région environnante.

## Sources
- Le Roulx, Les Hospitaliers en Terre sainte et à Chypre : (1100-1300), Paris, Ernest Leroux, 1904
- (en) Sire, The Knights of Malte, New Haven and London, Yale University Press, 1994.